# 대우통신
대우통신(Daewoo Telecom)은 대한민국의 전자 기업이다.

## 개요
1967년에 설립되었다. 1984년 8월 국설교환기(TDX)개발 사업에 참여하고 1987년 5월 기업공개로 한국증권거래소에 주식을 상장하였다. 1991년 10월 노트형 퍼스컴(노트북)PD를 개발하였으며, 1992년 5월 프랑스에 컴퓨터 판매법인인 대우텔레콤유럽 1995년 9월 우즈베키스탄에 교환기 합작 공장 알로카-대우를 설립하였다.
2002년 2월 자동차사업부문을 분할하여 부산공장, 보령공장, 구미공장 등을 각각 대우정밀(주), 대우파워트레인(주), 대우플라스틱 등을 분할 설립하였다. 그 해로 4월 자본전액 잠식으로 상장이 폐지되었다.
5월 지주회사로서 자산의 매각, 임대, 유지, 관리만 등을 수행하기로 하였다. 2004년 대우파워트레인(주)을 지엠대우오토엔테크놀러지(주)에 양수도방식에 의해 매각하였으며, 2006년 대우프라스틱(주) 지분 100%를 삼라컨소시엄에 지분을 양도하였다.

## 연혁
- 1967년 5월 신성전기산업(주) 설립
- 1969년 1월 대한전선(주)에서 인수
- 1974년 6월 대한음향(주)로 사명 변경
- 1976년 8월 대한통신공업(주)로 사명 변경
- 1981년 1월 오리온전자산업(주) 흡수합병, 전자사업진출
- 1983년 4월 (주)대우에서 인수
- 1983년 9월 광진전자(주) 흡수합병 후 대우통신(주)로 사명 변경
- 1984년 11월 광케이블 공장 준공
- 1993년 반도체사업 (주)대우로 양도
- 1994년 7월 유선전화기 아망떼 상표권 취득
- 1995년 최대주주 대우전자(주)로 변경
- 1995년 5월 신탁은행 다동지점에 교환이 들어온 어음 1억 2천500만원을 막지 못하여 3월 29일 최종 부도처리된[1] 사무기기 전문업체 라이카의 100여개 대리점망 전체 흡수[2]
- 1995년 12월 펜티엄 PC 코러스 상표권 취득
- 1996년 3월 우즈베키스탄에 알로카-대우 합작투자 (소용량 교환기)
- 1996년 8월 우크라이나에 드니프라-대우 합작투자 (대용량 교환기)
- 1997년 4월 노트북 솔로(SOLO) 상표권 취득
- 1999년 3월 대우정밀공업(주), (주)경남금속, 코람프라스틱(주) 흡수합병을 통해 자동차 관련 전자사업으로 진출
- 1999년 8월 26일 대우 계열 12개사 워크아웃대상기업 지정
- 2000년 최대주주 서울보증보험(주)로 변경
- 2002년 2월 부산공장, 보령공장, 구미공장 등을 각각 대우정밀(주), 대우파워트레인(주), 대우프라스틱(주) 등으로 각각 분할
- 2004년 5월 대우파워트레인(주)이 지엠대우오토앤테크놀로지(주)에 매각
- 2006년 6월 대우프라스틱(주)의 지분 100%를 삼라컨소시엄에 양도함
- 2019년 6월 21일 폐업

## 같이 보기
- 세진컴퓨터랜드
- 대우전자
- 대우루컴즈
- LG유플러스